# Список глав государств в 1873 году
| 1872 ← Список глав государств по годам → 1874 |

## Азия
- Абу-Даби — Зайед ибн Халифа аль-Нахайян, шейх (1855—1909)
- Афганистан (эмират) — Шир-Али, эмир[англ.] (1863—1865, 1868—1879)
- Бахрейн — 
  - Иса ибн Али Аль Халифа, хаким (1869—1932)
  - Ахмад ибн Али Аль Халифа, хаким (1869—1888)
- Британская Индия — Томас Бэринг, вице-король (1872—1876)
  - Аджайгарх — Ранджор Сингх, раджа (1859—1877)
  - Алвар — Шеодан Сингх Прабхакар, раджа (1857—1874)
  - Алираджпур — Руп Део, рана (1869—1881)
  - Амбер (Джайпур) — Рам Сингх II, Махараджа савай (1835—1880)
  - Баони — Эмам ад-Даула Хусейн, наваб (1859—1883)
  - Бансвара — Лакшман Сингх, раджа (1844—1905)
  - Барвани — 
    - междуцарствие (1861—1873)
    - Джашвант Сингх, рана (1839—1861, 1873—1880)

  - Барода — Малхар Гаеквад, махараджа (1870—1875)
  - Бахавалпур — Садик Мохаммад Хан IV, наваб (1866—1899)
  - Башахра[англ.] — Шамшер Сингх, рана[кат.] (1850—1887, 1898—1914)
  - Бенарес — Ишвари Прасад Нарайян Сингх, махараджа бахадур (1859—1889)
  - Биджавар — Бхам Пратап Сингх, раджа (1847—1877)
  - Биканер — Дунгар Сингх, махараджа (1872—1887)
  - Биласпур (Калур) — Хира Чанд, раджа (1850—1883)
  - Бунди — Рам Сингх, махарао раджа (1821—1889)
  - Бхавнагар — Тахтсинхжи Джашвантсинхжи, такур сахиб (1870—1896)
  - Бхаратпур — Джашвант Сингх, махараджа (1853—1893)
  - Бхопал — Шах Джахан Бегум, наваб (1844—1860, 1868—1901)
  - Ванканер — Банесинджи Джасвантсинхжи, махарана радж сахиб (1860—1881)
  - Гангпур[англ.] — Рагхунат Шехар Део, Раджа[англ.] (1858—1917)
  - Гархвал — Пратап Шах, махараджа (1871—1886)
  - Гвалиор — Джаяджирао Шинде, махараджа (1843—1886)
  - Гондал — Бхагвацинхжи Саграмсинхджи, тхакур сахиб (1869—1944)
  - Даспалла[англ.] — 
    - Нарсимха Део Бханж, раджа[англ.] (1861—1873)
    - Четан Део Бханж, раджа[англ.] (1873—1897)

  - Датия — Бхавани Сингх Бахадур, махараджа (1865—1907)
  - Девас младшее[англ.] — Нарайян Рао, раджа[англ.] (1864—1892)
  - Девас старшее[англ.] — Кришнаджи Рао II, раджа[англ.] (1860—1899)
  - Джанджира — Ибрагим Хан III, наваб (1848—1879)
  - Джайсалмер — Байри Сал, махаравал (1864—1891)
  - Джалавад (Дрангадхра) — Мансинхджи II Ранмалсинхджи, сахиб (1869—1900)
  - Джамму и Кашмир — Ранбир Сингх, махараджа (1856—1885)
  - Джаора — Мухаммад Исмаил, наваб (1865—1895)
  - Дженкантал[англ.] — 
    - Бхагиратха, Махараджа[англ.] (1830—1873)
    - Питамбар Део, Махараджа[англ.] (1873—1877)

  - Джинд — Рагубир Сингх, раджа (1864—1881)
  - Джхабуа — Гопал Сингх, раджа (1841—1895)
  - Джунагадх — Мохаммад Махабат Ханджи II, наваб (1851—1882)
  - Джхалавар — Притхви Сингх, махараджа рана (1845—1875)
  - Дир[англ.] — Гасан Хан, наваб[кат.] (1863—1874)
  - Дхолпур — 
    - Бхагвант Сингх, махараджа рана (1836—1873)
    - Нихал Сингх, махараджа рана (1873—1901)

  - Дунгарпур — Удай Сингх II, Махараджа (1844—1898)
  - Дхар — Ананд Радж III Павар, раджа (1857—1858, 1860—1898)
  - Идар — Кесри Сингх, махараджа (1868—1901)
  - Индаур — Тукоджи Рао II Холкар XI, махараджа (1844—1886)
  - Калат — Худабад, хан (1857—1863, 1864—1893)
  - Камбей — Хусейн Явар Хан I, наваб (1841—1880)
  - Капуртхала — Харак Сингх, раджа-и-раджган (1870—1877)
  - Караули — Джайсингх Пал, махараджа (1869—1875)
  - Кач — Прагмалджи II, раджа (1860—1875)
  - Кишангарх — Притхви Сингх, махараджа (1840—1879)
  - Колхапур — Шиваджи V, раджа (1871—1883)
  - Кота — Чхатар Сал Сингх II, махарао (1866—1889)
  - Кочин — Рама Варма XIV, махараджа (1864—1888)
  - Куч-Бихар — Нрипендра Нарайян, махараджа (1863—1911)
  - Лас Бела — Али-хан III, хан (1869—1877, 1888—1896)
  - Лохару — Алауддин Ахмад-Хан, наваб (1869—1884)
  - Лунавада[англ.] — Вакхат Сингх, рана[англ.] (1867—1929)
  - Майсур — Чамараджендра Водеяр X, махараджа (1868—1894)
  - Малеркотла — Мухаммад Ибрагим Али Хан, наваб (1871—1908)
  - Манди — Биджай Сен, раджа (1851—1902)
  - Манипур — Чандракирти Сингх, раджа[англ.] (1850—1886)
  - Марвар (Джодхпур) — 
    - Тахт Сингх, махараджа (1843—1873)
    - Джасвант Сингх II, махараджа (1873—1895)

  - Мевар (Удайпур) — Шамбху Сингх, махарана (1861—1874)
  - Морви — Вагджи II Раваджи, тхакур сахиб (1870—1922)
  - Мудхол — Вьянкатрао II Радж Горпаде, раджа (1862—1900)
  - Набха — Хира Сингх,  махараджа (1871—1911)
  - Наванагар — Вибхаджи II Ранмалджи, джам сахеб (1852—1877)
  - Нарсингхгарх — 
    - Ханвант Сингх, раджа (1827—1873)
    - Пратап Сингх, раджа (1873—1890)

  - Орчха — Хамир Сингх, махараджа (1865—1874)
  - Паланпур — Зоравар Мохаммад Хан, диван (1854—1878)
  - Панна — Рудра Пратап Сингх, махараджа (1870—1893)
  - Патиала — Махендра Сингх, махараджа (1862—1876)
  - Порбандар — Викрамаджи Химоджираджи, рана (1831—1900)
  - Пратабгарх — Удай Сингх, махарават (1864—1890)
  - Пудуккоттай — Рамачандра Тондемен, раджа (1839—1886)
  - Раджгарх — Моти Сингх, рават (1831—1880)
  - Раджпипла — Гамбхирсинхджи II, махарана (1860—1897)
  - Радханпур — Мухаммад Джоравар Шир Хан, наваб (1825—1874)
  - Рампур — Калб Али Хан, наваб (1865—1887)
  - Ратлам — Ранджит Сингх, раджа (1864—1893)
  - Рева — Рагхурадж Сингх Джу Део Бахадур, махараджа (1857—1880)
  - Савантвади — Рагхунат Савант Бхонсле, раджа (1869—1899)
  - Саилана — Дулех Сингх, раджа (1850—1895)
  - Самтхар — Чатар Сигнх, раджа (1865—1877)
  - Сангли — Дхунди Рао Чинтаман Рао, рао (1851—1901)
  - Сват[англ.] — Ахунд Абдул Гаффур, амир[англ.] (1857—1878)
  - Сирмур — Шамшер Пракаш, махараджа (1856—1898)
  - Сирохи — Умайд Сингх II, раджа (1862—1875)
  - Ситамау — Бхавани Сингх, раджа (1867—1885)
  - Сонепур — Ниладхар Сингх Део, раджа (1841—1891)
  - Сукет — Угар Сен II, раджа (1838—1876)
  - Тонк — Мухаммад Ибрагим Али Хан, наваб (1867—1930)
  - Траванкор — Айильям Тхирунал Рама Варма III, махараджа (1860—1880)
  - Трипура — Бир Чандра Маникья, раджа (1862—1896)
  - Фаридкот — Вазир Сингх, махараджа (1849—1874)
  - Хаирпур — Али Мурад Хан, мир (1842—1894)
  - Хайдарабад — Асаф Джах VI, низам (1869—1911)
  - Харан — Азад, мир (1833—1885)
  - Хиндол[англ.] — Ишвар Сингх, раджа[англ.] (1841—1874)
  - Хунза[англ.] — Мохаммад Газан Хан I, мир[англ.] (1863—1886)
  - Чамба — 
    - Гопал Сингх, раджа (1870—1873)
    - Шам Сингх, раджа (1873—1904)

  - Чаркхари — Джай Сингх Део, раджа (1860—1880)
  - Читрал — Аман уль-Мульк, мехтар (1857—1892)
  - Чхатарпур — Вишванатх Сингх, раджа (1867—1895)
  - Шахпура — Нахар Сингх, раджа (1870—1932)
- Бруней — Абдул Момин, султан (1852—1885)
- Бутан — 
  - Джигме Намгьял, друк дези (1870—1873, 1880—1881)
  - Китсеп Дорджи Намгьял, друк дези (1873—1879)
- Вьетнам — Нгуен Зык-тонг, император (1847—1883)
- Дубай — Хашер ибн Мактум, шейх (1859—1886)
- Индонезия —
  - Аче — Алауддин Махмуд Шах II, султан (1870—1874)
  - Бачан — Мухаммад Садик, султан[англ.] (1862—1889)
  - Дели — 
    - Махмуд аль-Рашид Перкаша Алам Шах, туанку (1858—1873)
    - Мамун аль-Рашид Перкаша Алам Шах, туанку (1873—1924)

  - Джокьякарта — Хаменгкубувоно VI, султан (1855—1877)
  - Ланфан[англ.] — Лю Ашэн, президент[англ.] (1848—1876)
  - Мангкунегаран — Мангкунегара IV, султан (1853—1881)
  - Понтианак — Юсуф Алькадри, султан (1872—1895)
  - Саравак — Чарльз Энтони Брук, раджа (1868—1917)
  - Сиак — Аль-Саид аль-Шариф Касим Абдул Джалил Зияифуддин, Султан (1864—1889)
  - Сулу — Джамаль уль-Азам, султан[англ.] (1862—1881)
  - Суракарта — Пакубовоно IX, сусухунан (1861—1893)
  - Тернате — Мухаммад Арсьяд, султан (1859—1876)
  - Тидоре — Саид Ахмад Фатуддин Зия, султан[англ.] (1867—1892)
- Иран  — Насер ад-Дин, шах (1848—1896)
- Йемен —
  - Акраби — Абдалла ибн Хайдара аль-Акраби, шейх (1858—1905)
  - Аудхали — Мухаммад ибн Ахмад, султан (1870—1890)
  - Верхний Аулаки — Авад ибн Абдалла, султан (1862—1879)
  - Верхняя Яфа — Хусейн бин Аби Бакр бин Кахтан аль-Хархара, султан (1866—1875)
  - Дали — 
    - Али I бин Мукбил аль-Амири, эмир (1872—1873)
    - Мухаммад бин Мусаид аль-Амири, эмир (1873)

  - Катири — Галиб ибн Мухсин аль-Катир, султан (1830—1880)
  - Лахедж — Фадл IV ибн Мухсин, султан (1863—1874)
  - Мафлахи — Аль-Касим аль-Саккаф, шейх (1850—1885)
  - Нижний Аулаки — Абу Бакр I ибн Абдаллах аль-Аулаки, султан (1863—1892)
  - Нижняя Яфа — 
    - Ахмад I ибн Али аль-Афифи, султан (1841—1873)
    - Али II ибн Ахмад аль-Афифи, султан (1873—1885)

  - Фадли — Хайдара бин Ахмад аль-Фадли, султан (1870—1877)
  - Хаушаби — Али I ибн Мани аль-Хаушаби, султан (1863—1886)
  - Шаиб — Мани аль-Саклади, шейх (ок. 1850—1880)
- Камбоджа — Нородом I, король (1860—1904)
- Катар — Мухаммед бин Тани, хаким (1868—1876)
- Китай (Империя Цин)  — Тунчжи (Цзайчунь), император[англ.] (1861—1875)
- Кувейт — Абдалла II ибн Сабах ас-Сабах, шейх (1866—1892)
- Лаос  —
  - Луангпхабанг  — Ун Кхам, король (1868—1895)
  - Тямпасак  — Кхам Сук, король (1863—1900)
- Малайзия —
  - Джохор — Абу Бакар, махараджа[англ.] (1868—1886)
  - Кедах — Ахмад Таджуддин Мукаррам Шах I, султан[англ.] (1854—1879)
  - Келантан — Мухаммад II, раджа[англ.](1837—1886)
  - Негери-Сембилан — Антах, ямтуан бесар (1869—1888)
  - Перак — Исмаил Муабидин Рийят-Шах, султан (1871—1874)
  - Перлис — 
    - Сайед Хуссейн, раджа (1843—1873)
    - Сайед Ахмад, раджа (1873—1887)

  - Селангор — Абдул Самад, султан (1857—1898)
  - Сетул[англ.] — Тунку Мухаммад Акиб ибн аль-Мархум Бинсу, раджа[англ.] (1843—1876)
  - Тренгану — Омар Риаят Шах, султан (1839—1876)
- Мальдивы — Мухаммад Имадуддин IV, султан (1835—1882)
- Мьянма (Бирма) —
  - Йонгве[англ.] — Сао Монг, Саофа[англ.] (1864—1885, 1897—1926)
  - Кенгтунг[англ.] — Маха Пон, саофа[англ.] (1857—1876)
  - Конбаун — Миндон, царь (1853—1878)
  - Локсок (Ятсок)[англ.] — Сао Венг, саофа[англ.] (1856—1881, 1886—1887)
  - Мокме[англ.] — Ко Лан, саофа[англ.] (1844—1867, 1868—1887)
  - Монгнай[англ.] — Хкун Ну Ном, саофа[англ.] (1852—1875)
  - Монгпай[кат.] — Хкам Йон, саофа[кат.] (1836—1890)
  - Монгпон[англ.] — Хкун Та, саофа[англ.] (1860—1928)
  - Сенви[англ.] — 
    - междуцарствие (1869—1873)
    - Вин Хму, саофа[англ.] (1873—1874)

  - Сипау[англ.] — Кья Хкен, саофа[англ.] (1866—1882)
- Непал — 
  - Сурендра Бикрам, король (1847—1881)
  - Джанг Бахадур Рана, премьер-министр (1846—1856, 1857—1877)
- Оман — Турки ибн Саид, султан (1871—1888)
- Османская империя — Абдул-Азиз, султан (1861—1876)
- Рюкю — Сё Тай, ван (1848—1879)
- Сиам (Раттанакосин)  — Рама V (Чулалонгкорн), король (1868—1910)
- Сикким — Сидеконг Намгьял, чогьял (1863—1874)
- Саудовская Аравия —
  - Джебель-Шаммар — Мухаммад ибн Абдаллах Аль Рашид, эмир (1872—1897)
  - Неджд — 
    - Абдуллах ибн Фейсал, эмир (1865—1871, 1871—1873, 1876—1889)
    - Сауд ибн Фейсал, эмир (1871, 1873—1875)
- Тибет — Тинлей Гьяцо (Далай-лама XII), далай-лама[англ.] (1860—1875)
- Узбекистан —
  - Бухарский эмират — Музаффар, эмир (1860—1885)
  - Кокандское ханство — Худояр, хан (1844—1858, 1862—1863, 1866—1875)
  - Хивинское ханство (Хорезм) — Мухаммад Рахим II, хан (1864—1910)
- Филиппины —
  - Магинданао — Мухаммад Макаква, султан (1854—1884)
- Чосон  — Коджон, ван (1864—1897)
- Шарджа  — Селим бин Султан, эмир (1868—1883)
- Япония — Муцухито (император Мэйдзи), император (1867—1912)

## Америка
- Аргентина — Доминго Фаустино Сармьенто, президент (1868—1874)
- Боливия — 
  - Томас Фриас Аметльер, президент (1872—1873, 1874—1876)
  - Адольфо Бальивиан, президент (1873—1874)
- Бразильская империя — Педру II, император (1831—1889)
- Венесуэла — Антонио Гусман Бланко, президент (1870—1877, 1879—1884, 1886—1887)
- Гаити — Ниссаж Саже, президент (1869—1874)
- Гватемала — 
  - Мигель Гарсиа Гранадос-и-Савала, президент (1871—1873)
  - Хусто Руфино Барриос Ауйон, президент (1873—1885)
- Гондурас — Хосе Мария Медина, президент (1863, 1864—1865, 1866—1869, 1870—1874, 1876)
- Доминиканская Республика — Буэнавентура Баэс Мендес, президент (1849—1853, 1856—1858, 1865—1866, 1868—1874, 1876—1878)
- Канада — 
  - Виктория, королева (1867—1901)
  - Фредерик Гамильтон-Темпл-Блэквуд, генерал-губернатор (1872—1878)
  - Джон Александр Макдональд, премьер-министр (1867—1873, 1878—1891)
  - Александр Маккензи, премьер-министр (1873—1878)
- Колумбия — Мануэль Мурильо Торо, президент (1864—1866, 1872—1874)
- Коста-Рика — Томас Гуардия, президент (1870—1876, 1877—1882)
- Мексиканская республика[англ.] — Себастьян Лердо де Техада, президент (1872—1876)
- Никарагуа — Хосе Висенте де ла Куадра-и-Руи Луго, президент (1871—1875)
- Парагвай — Сальвадор Ховельянос, президент (1871—1874)
- Перу — Мануэль Пардо, президент (1872—1876)
- Сальвадор — Сантьяго Гонсалес Портильо, президент (1871—1876)
- Соединённые Штаты Америки — Улисс Грант, президент (1869—1877)
- Уругвай — 
  - Томас Гоменсоро, президент (1872—1873)
  - Хосе Эухенио Эльяури, президент (1873—1875)
- Чили — Федерико Эррасурис Саньярту, президент (1871—1876)
- Эквадор — Габриэль Гарсия Морено, президент (1859—1865, 1869—1875)

## Африка
- Аусса — Мухаммад ибн Ханфаде, султан (1862—1902)
- Ашанти — Кофи Карикари, ашантихене (1867—1874)
- Баоль[фр.] — 
  - Тье Яссин Диор Гала Гана Фаль, тень[фр.] (1871—1873, 1874—1890)
  - Лат Джор Нгоне Латир Джоп, тень[фр.] (1873—1874)
- Багирми — Абу-Секкин Мохаммед IV, султан (1858—1870, 1871—1884)
- Бамум — Нсангу, мфон (султан)[англ.] (1865—1884)
- Бенинское царство — Адоло, оба[англ.] (1848—1888)
- Буганда — Мтеза, кабака (1856—1884)
- Буньоро — Кабарега Чва II, омукама (1869—1898)
- Бурунди — Мвези IV Гисабо, мвами (король) (1850—1908)
- Бусса[англ.] — Кигера II Джибрим дан Торо дан Киторо, киб (1862—1895)
- Вадаи — Али ибн Мухаммад, колак (султан)[англ.] (1858—1874)
- Варсангали[англ.] — Аюль, султан[кат.] (1830—1889)
- Вогодого — Санум, нааба (1871—1889)
- Волаитта (Велайта)[нем.] — Гобе, каво[англ.] (1845—1886)
- Газа[англ.] — Мзила, инкоси[кат.] (1861—1862, 1862—1884)
- Гаро (Боша) — Дагойе, тато[англ.] (1865—1883)
- Гвирико[англ.] — Али Дьян, царь[англ.] (1854—1878)
- Дагомея — Глеле, ахосу (1858—1889)
- Дамагарам — Танимун дан Сулейман, султан (1841—1843, 1851—1884)
- Дарфур — 
  - Мухаммад IV Хусейн ибн Мухаммад Фадл, султан (1839—1873)
  - Ибрагим, султан (1873—1874)
- Денди[англ.] — Бийо Бирма, аскья[англ.] (1868—1882)
- Джимма[англ.] — Абба Гомоль, король[англ.] (1862—1878)
- Джолоф — Амаду Секу, буур-ба[англ.] (1871—1875)
- Египетский хедиват — Исмаил-паша, хедив (1867—1879)
- Занзибар — Баргаш ибн Саид, султан (1870—1888)
- Зулусское королевство — Кетчвайо, инкоси (король) (1872—1879)
- Кайор — Лат Джор Нгоне Латир Джоп, дамель (1862—1864, 1871—1879)
- Каффа — Галли Шеродш, царь (1870—1890)
- Кенедугу — Тиба Траоре, фаама (1866—1893)
- Койя — Алимани Лаи Бунду, регент (1872—1890)
- Конго — Педро V, маниконго[англ.] (1859—1891)
- Либерия — Джозеф Дженкинс Робертс, президент (1848—1856, 1872—1876)
- Лунда — 
  - Мутеб II а Сикомб, муата ямво[англ.] (1857—1873)
  - Мбаль II а Камонг Исот, муата ямво[англ.] (1873—1874)
- Маджиртин — Кисмаан II Осман Махмуд, султан (1860—1927)
- Малагасийское королевство — Ранавалуна II, королева (1868—1883)
- Мандара — Букар Нарбанья, султан (1842—1894)
- Марокко — 
  - Мухаммед IV, султан (1859—1873)
  - Хасан I, султан (1873—1894)
- Нри[англ.] — Энвелеана I, эзе[англ.] (1795—1886)
- Оранжевое Свободное Государство — Йоханнес Бранд, государственный президент (1864—1888)
- Руанда — Кигели IV Рвабугири, мвами (1853—1895)
- Салум — Ньявут Мбож, маад (1871—1876)
- Свазиленд (Эватини) — междуцарствие (1865—1875)
- Сокото — 
  - Ахмаду Руфаи, султан[англ.] (1867—1873)
  - Абубакар II Атику на Раба, султан[англ.] (1873—1877)
- Такали[англ.] — Назир, мукук[англ.] (1860—1884)
- Тиджания Омара ал-Хаджа — Ахмаду Секу Тол, фаама (1864—1892)
- Трарза — 
  - Ахмед Салум I ульд Мохаммед, эмир (1871—1873)
  - Али Дьомбо ульд Мохаммед, эмир (1873—1886)
- Тунис — Мухаммад III ас-Садик, бей (1859—1882)
- Харар[англ.] — Мухамед ибн Али Абд аш-Шакур, эмир[англ.] (1866—1875)
- Эфиопия — Йоханнес IV, император (1871—1889)
- Южно-Африканская Республика (Трансвааль) — Томас Франсуа Бюргер, президент (1872—1877)

## Европа
- Австро-Венгрия — Франц Иосиф I, император (1848—1916)
- Андорра — 
  - Адольф Тьер, князь-соправитель (1871—1873)
  - Патрис де Мак-Магон, князь-соправитель (1873—1879)
  - Хосеп Кайксаль-и-Эстраде, епископ Урхельский, князь-соправитель (1853—1879)
- Бельгия —
  - Леопольд II, король (1865—1909)
  - Бартелеми де Тё де Мейландт, премьер-министр (1834—1840, 1846—1847, 1871—1874)
- Великобритания и Ирландия —
  - Виктория, королева (1837—1901)
  - Уильям Гладстон, премьер-министр (1868—1874, 1880—1885, 1886, 1892—1894)
- Германская империя — 
  - Вильгельм I, император (1871—1888)
  - Отто фон Бисмарк, рейхсканцлер (1871—1890)
  - Ангальт — Фридрих I, герцог (1871—1904)
  - Бавария — Людвиг II, король (1864—1886)
  - Баден — Фридрих I, великий герцог (1856—1907)
  - Брауншвейг — Вильгельм, герцог (1830—1884)
  - Вальдек-Пирмонт — Георг Виктор, князь (1845—1893)
  - Вюртемберг — Карл I, король (1864—1891)
  - Гессен — Людвиг III, великий герцог (1848—1877)
  - Мекленбург-Стрелиц — Фридрих Вильгельм II, великий герцог (1860—1904)
  - Мекленбург-Шверин — Фридрих Франц II, великий герцог (1842—1883)
  - Ольденбург — Пётр II, великий герцог (1853—1900)
  - Пруссия — Вильгельм I, король (1861—1888)
    - Олесницкое княжество (герцогство Эльс) — Вильгельм Брауншвейгский, князь (1815—1884)

  - Рейсс-Гера — Генрих XIV, князь (1867—1913)
  - Рейсс-Грейц — Генрих XXII, князь (1859—1902)
  - Саксония — 
    - Иоганн, король (1854—1873)
    - Альберт, король (1873—1902)
    - Саксен-Альтенбург — Эрнст I, герцог (1853—1908)
    - Саксен-Веймар-Эйзенах — Карл Александр, великий герцог (1853—1901)
    - Саксен-Кобург-Гота — Эрнст II, герцог (1844—1893)
    - Саксен-Мейнинген — Георг II, герцог (1866—1914)

  - Шаумбург-Липпе — Адольф I Георг, князь (1860—1893)
  - Шварцбург-Зондерсгаузен — Гюнтер Фридрих Карл II, князь (1835—1880)
  - Шварцбург-Рудольштадт — Георг I Альберт, князь (1869—1890)
- Греция —
  - Георг I, король (1863—1913)
  - Эпаминондас Делигеоргис, премьер-министр (1865, 1870, 1872—1874, 1877)
- Дания — 
  - Кристиан IX, король (1863—1906)
  - Лудвиг Хольстеин-Хольстеинборг, премьер-министр (1870—1874)
- Испания — 
  - Амадей I, король (1870—1873)
  - Мануэль Руис Соррилья, премьер-министр (1871, 1872—1873)
  - Эстанислао Фигерас-и-Морагас, президент и премьер-министр (1873)
  - Франсиско Пи-и-Маргаль, президент и премьер-министр (1873)
  - Николас Сальмерон-и-Алонсо, президент и премьер-министр (1873)
  - Эмилио Кастелар, президент и премьер-министр (1873—1874)
- Италия — 
  - Виктор Эммануил II, король (1861—1878)
  - Джованни Ланца, премьер-министр (1869—1873)
  - Марко Мингетти, премьер-министр (1863—1864, 1873—1876)
- Лихтенштейн — Иоганн II, князь (1858—1929)
- Люксембург — 
  - Вильгельм III, великий герцог (1849—1890)
  - Эмманюэль Серве, премьер-министр (1867—1874)
- Молдовы и Валахии соединенные княжества — Кароль I, господарь (1866—1881)
- Монако — Карл III, князь (1856—1889)
- Нидерланды — 
  - Виллем III, король (1849—1890)
  - Геррит Абрахамсон де Врис, премьер-министр (1872—1874)
- Норвегия — Оскар II, король (1872—1905)
- Папская область — Пий IX, папа (1846—1878)
- Португалия — Луиш I, король (1861—1889)
- Российская империя — Александр II, император (1855—1881)
- Сербия — Милан I Обренович, князь (1868—1882)
- Франция — 
  - Адольф Тьер, президент (1871—1873)
  - Патрис де Мак-Магон, президент (1873—1879)
  - Жюль-Арман Дюфор, премьер-министр (1871—1873, 1876, 1877—1879)
  - Альбер де Брольи, премьер-министр (1873—1874, 1877)
- Черногория — Никола I Петрович, князь (1860—1910)
- Чехия — Франц Иосиф I, король (1848—1916)
- Швейцария — Поль Серезоль, президент (1873)
- Швеция — Оскар II, король (1872—1907)

## Океания
- Гавайи — Луналило, король (1873—1874)
- Новая Зеландия — 
  - Виктория, королева (1840—1901)
  - Джордж Боуэн, губернатор (1868—1873)
  - Джеймс Фергюссон, губернатор (1873—1874)
  - Джордж Уотерхаус, премьер-министр (1872—1873)
  - Джулиус Фогель, премьер-министр (1873—1875, 1876)
- Таити — Помаре IV, король (1827—1877)
- Фиджи — Такомбау, король (1871—1874)

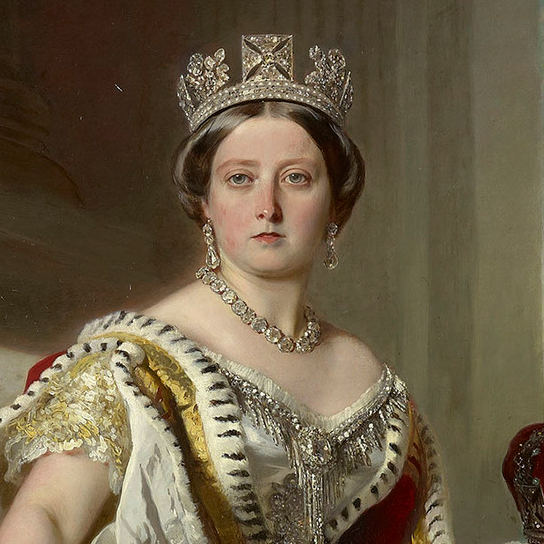
Виктория 1837-1901 Королева Великобритании
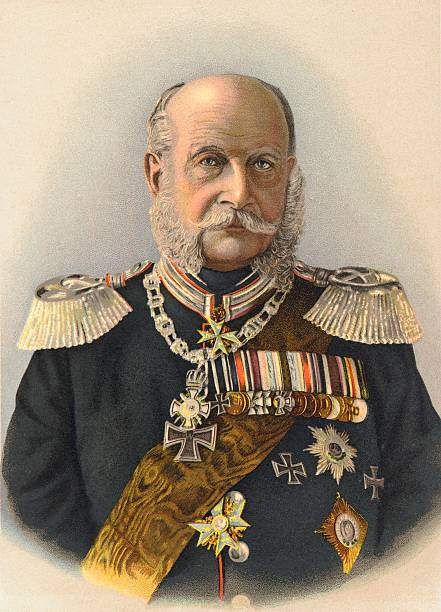
Вильгельм I 1871-1888 Германский император
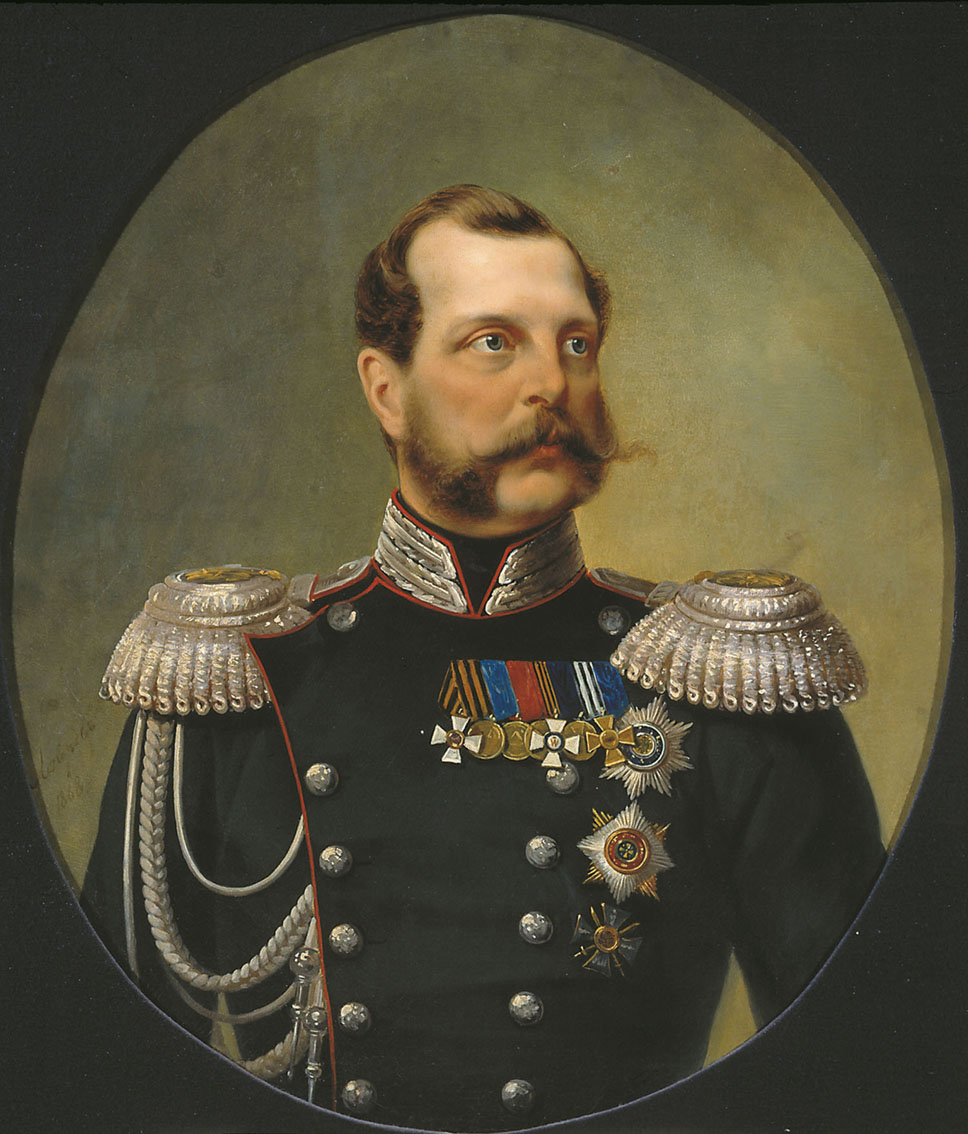
Александр II 1855-1881 Император Всероссийский
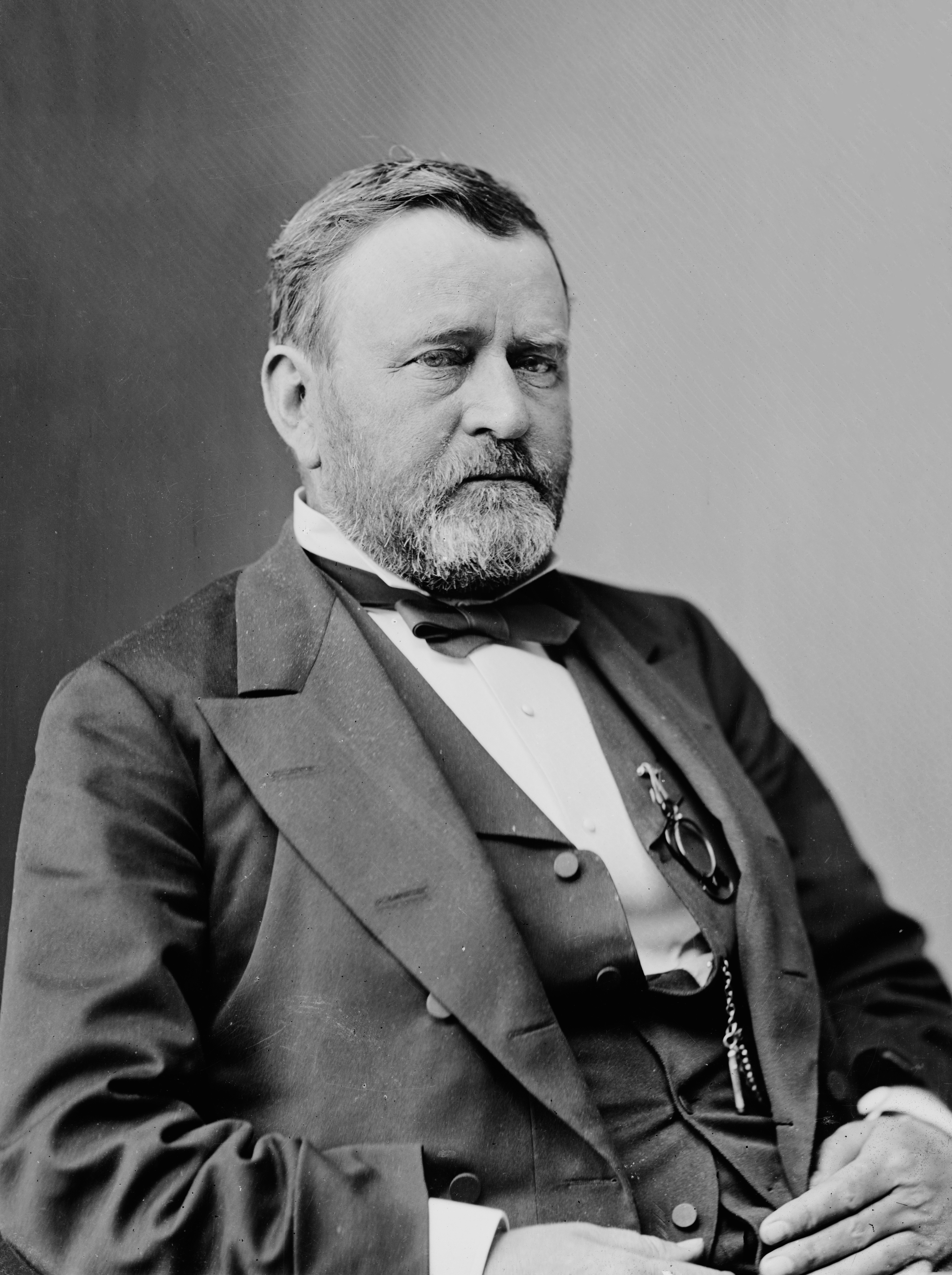
Улисс Грант 1869-1877 Президент США
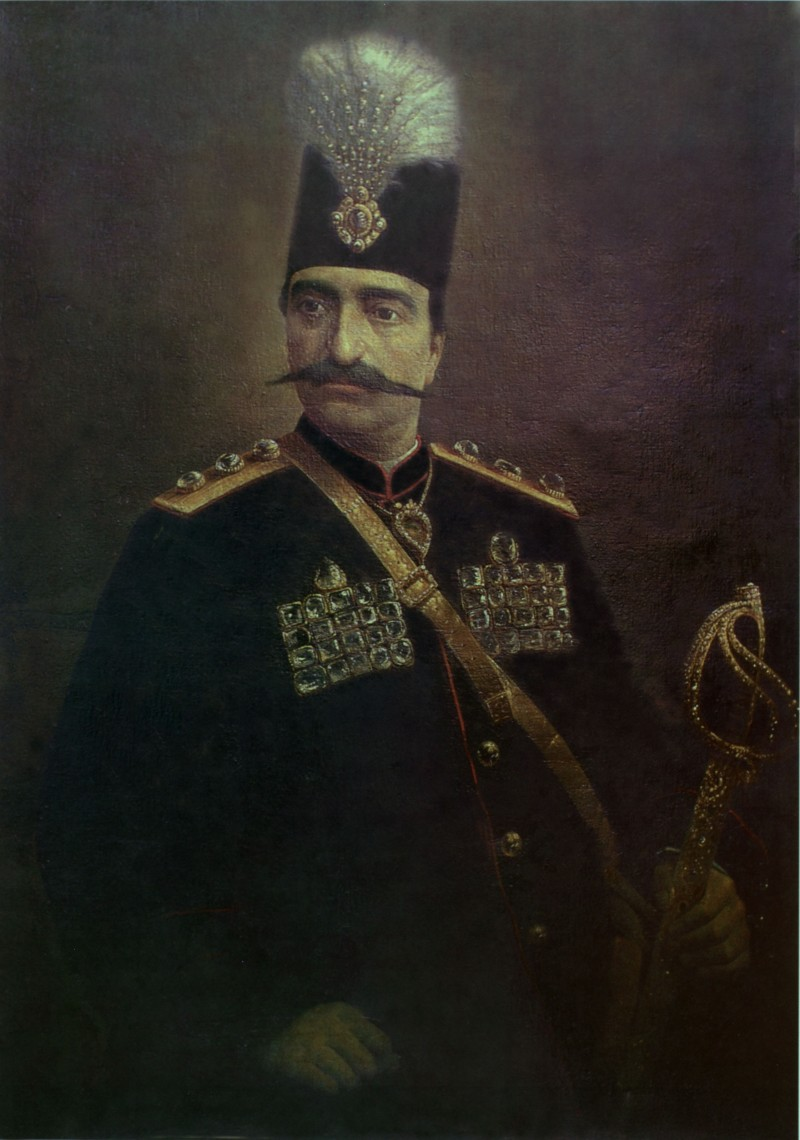
Насер ад-Дин 1848-1896 Шах Ирана
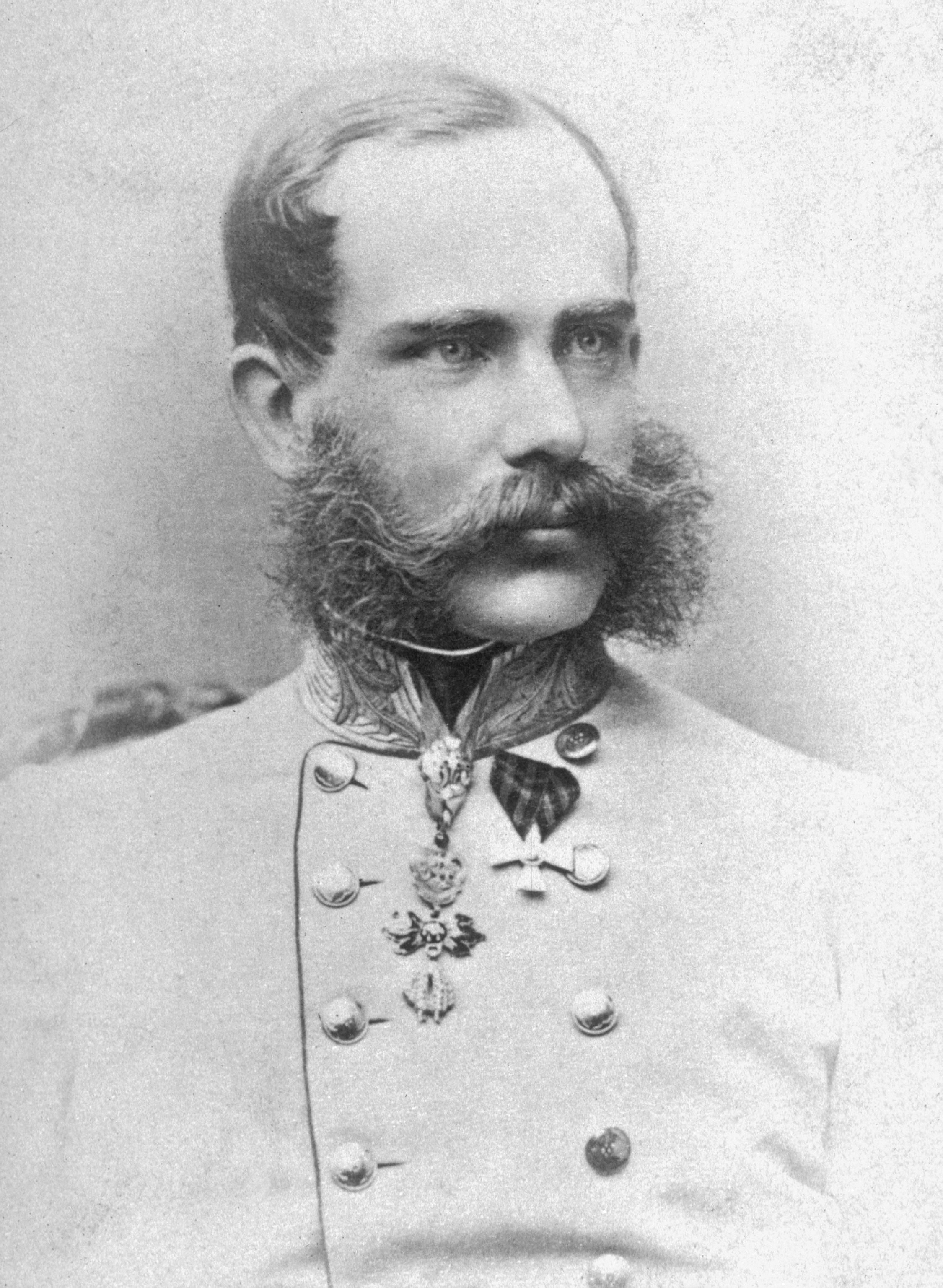
Франц-Иосиф I 1848-1916 Император Австро-Венгрии и король Чехии
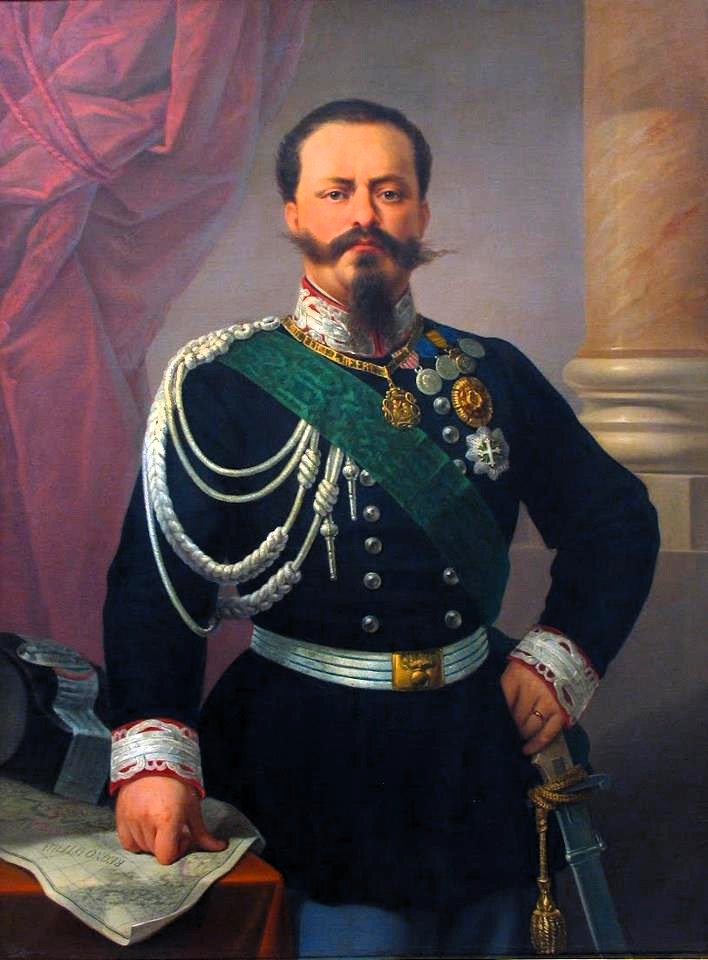
Виктор Эммануил II 1861-1878 Король Италии
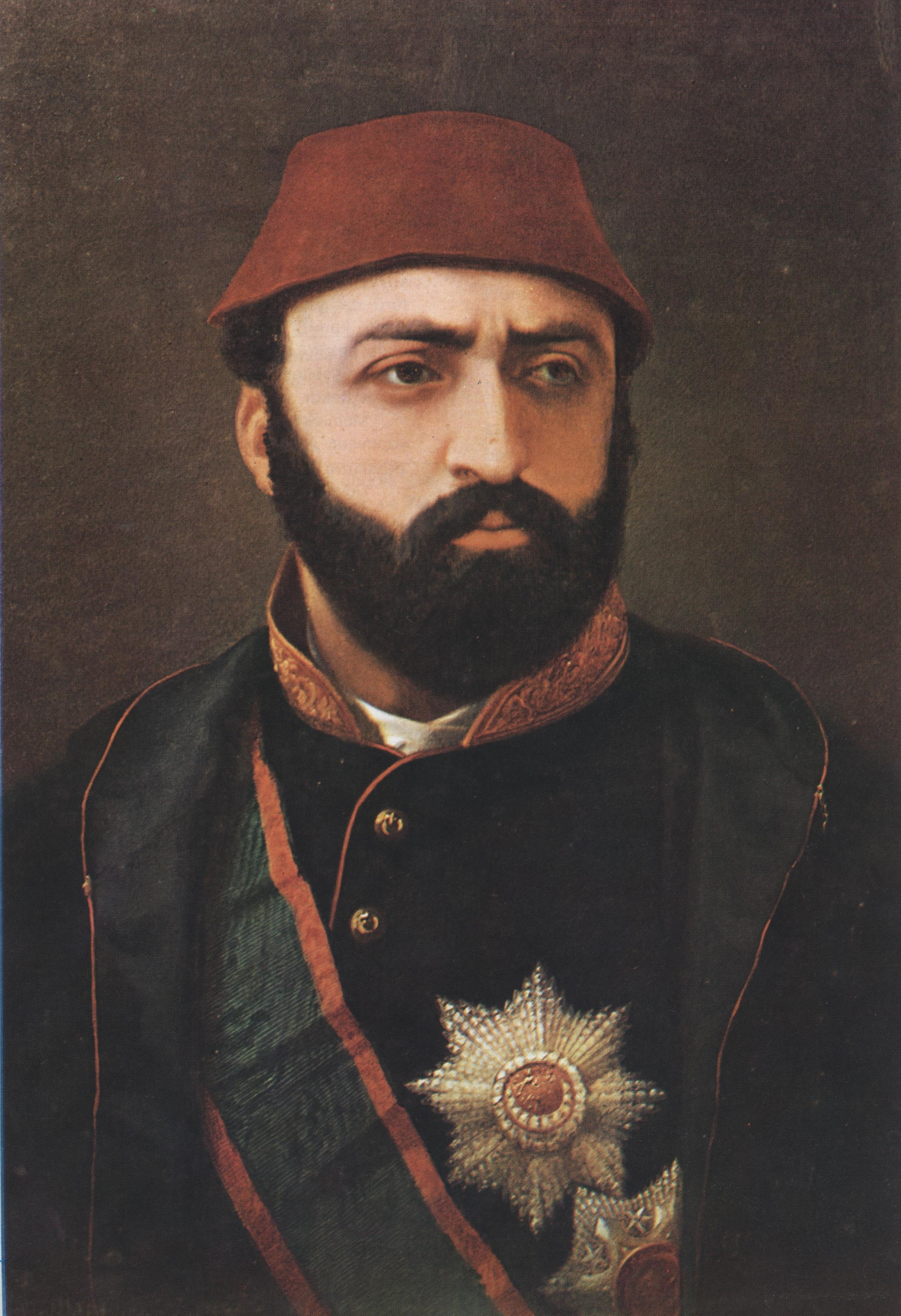
Абдул-Азиз I 1861-1876 Османский султан
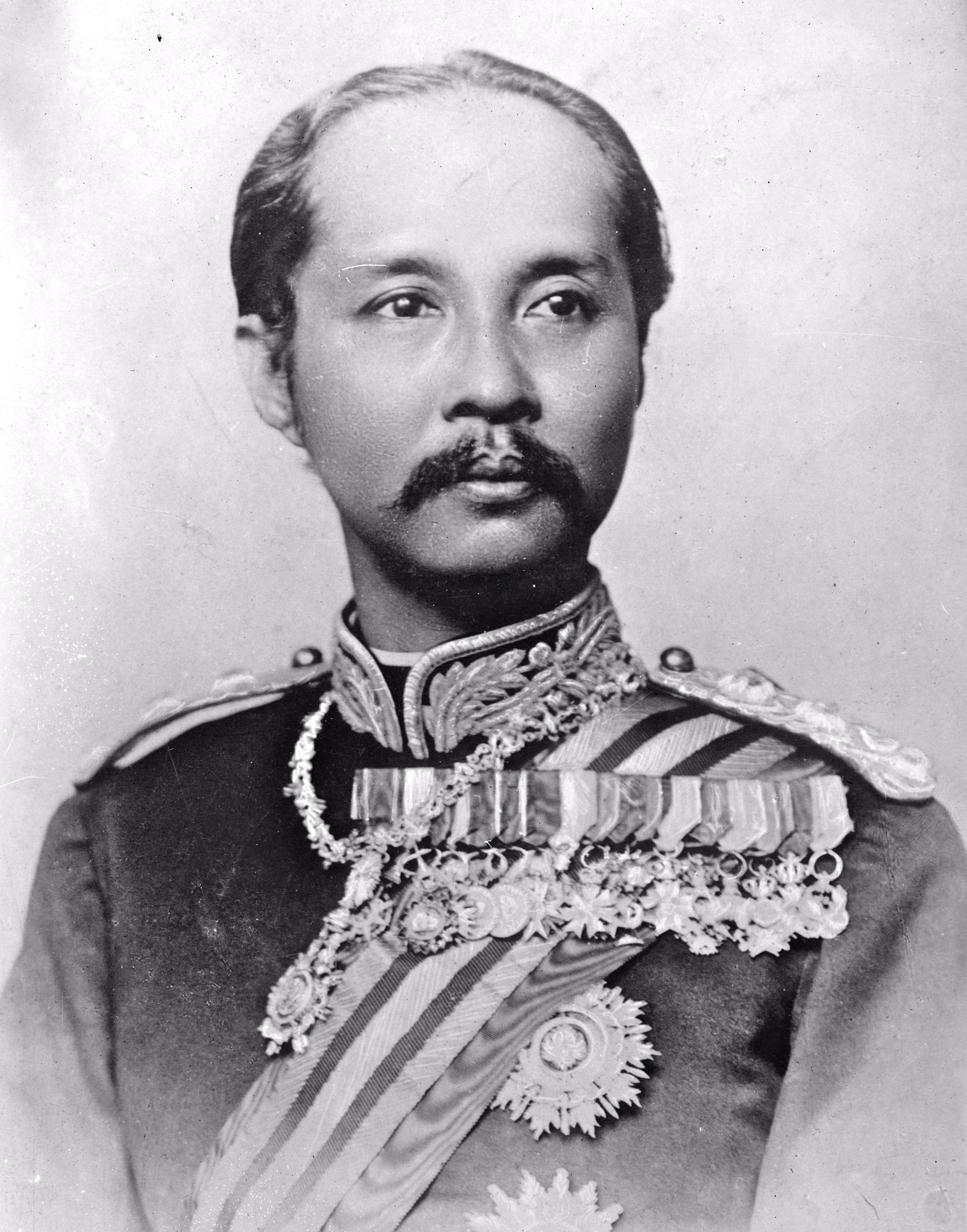
Чулалонгкорн (Рама V) 1868-1910 Король Сиама
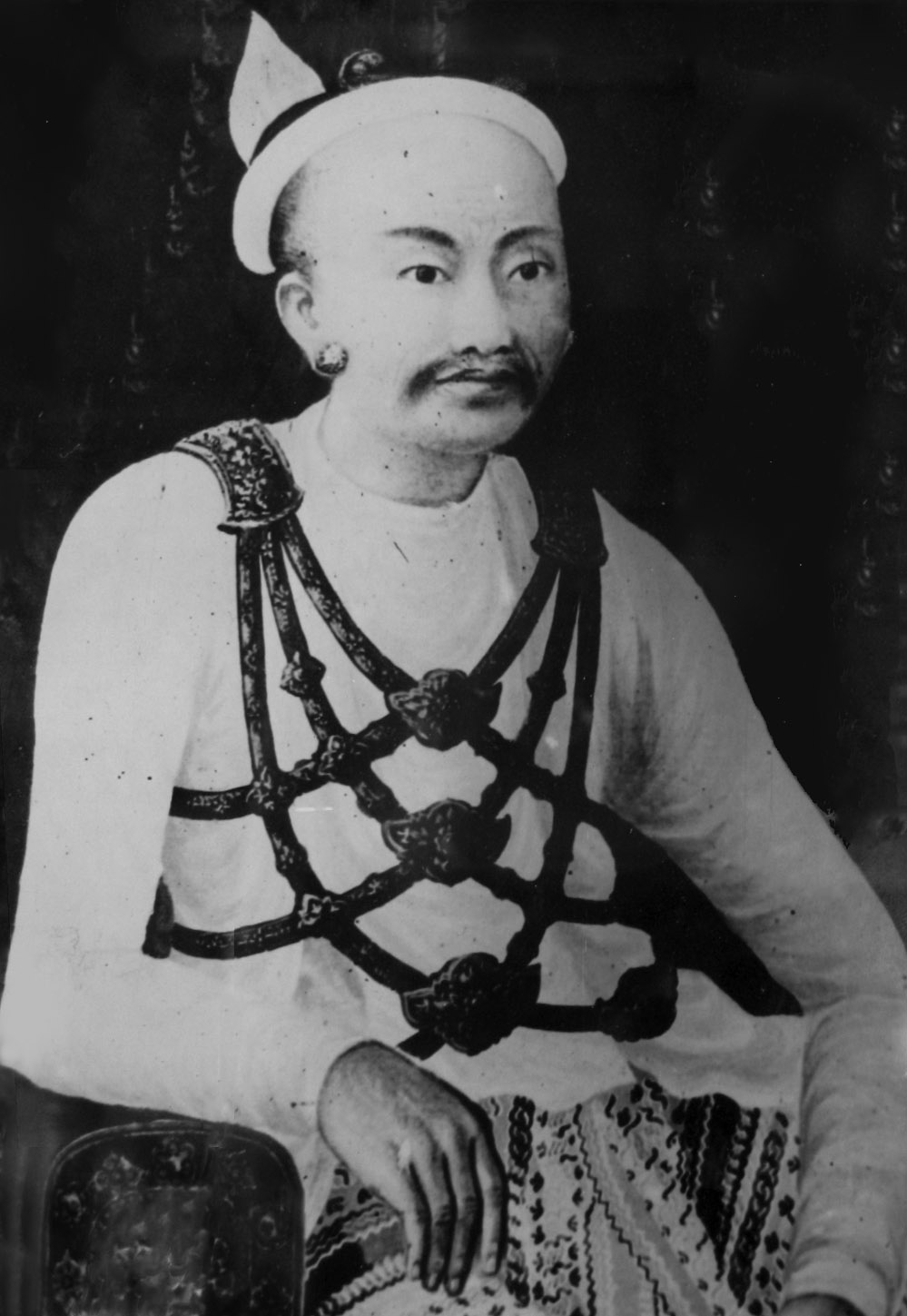
Миндон 1853-1878 Король Бирмы
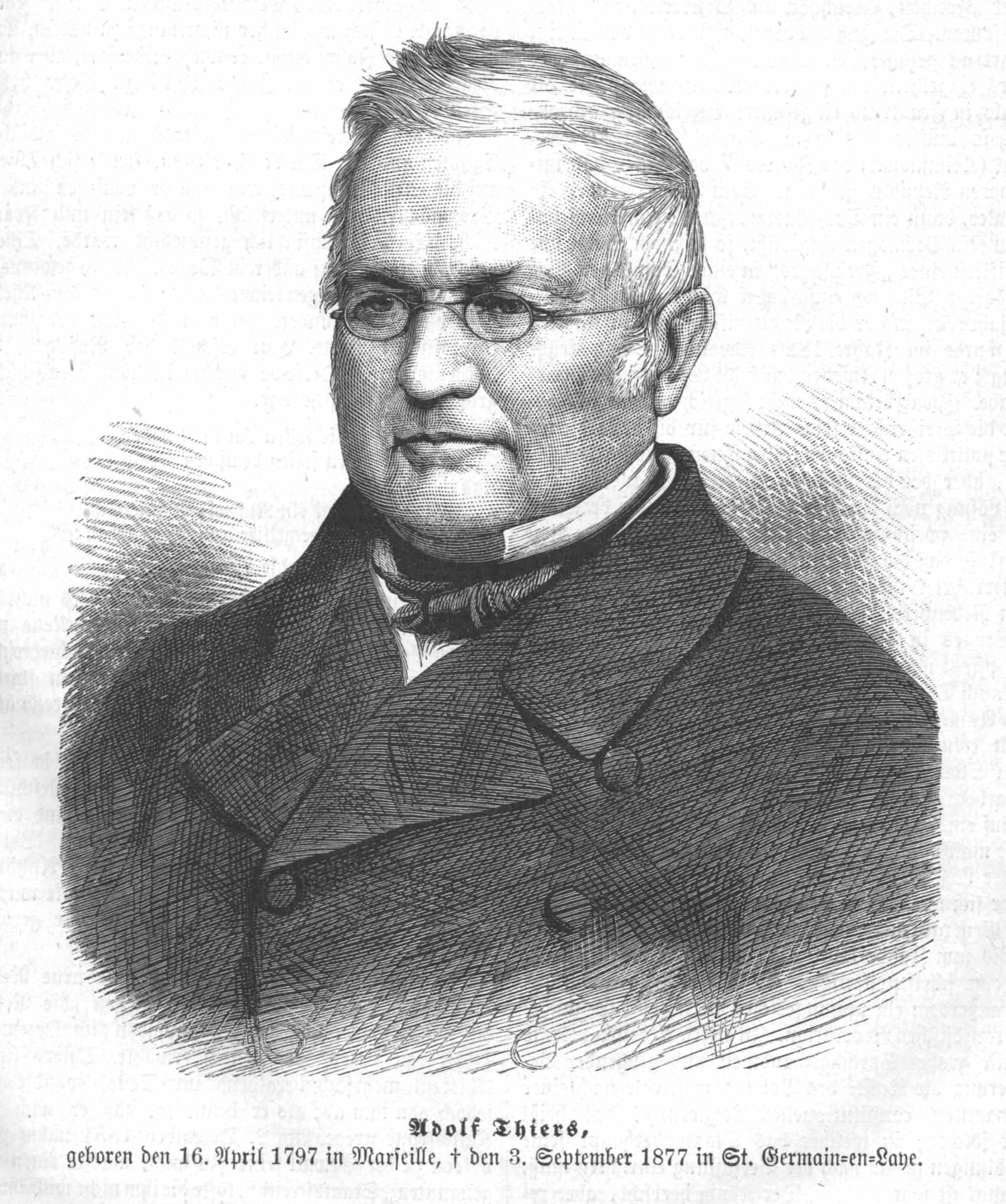
Адольф Тьер 1871-1873 президент Франции
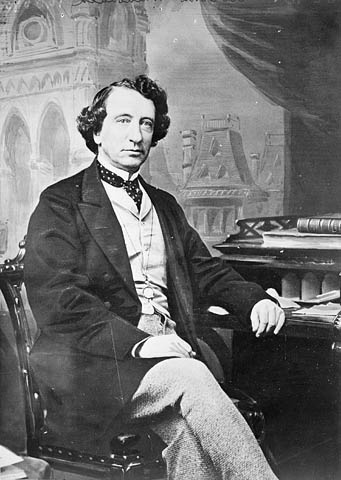
Джон Александр Макдональд 1867-1873,1878-1891 Премьер-министр Канады
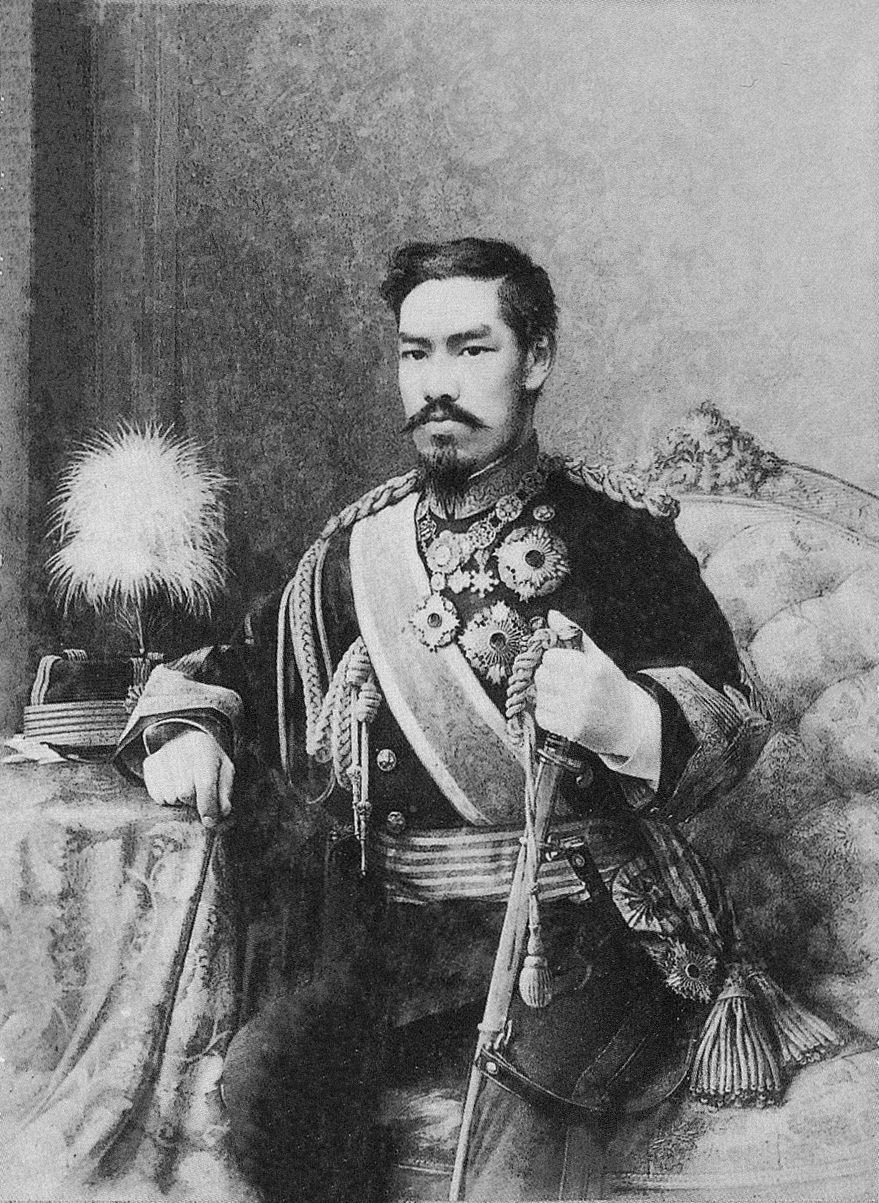
Мэйдзи 1867-1912 Император  Японии
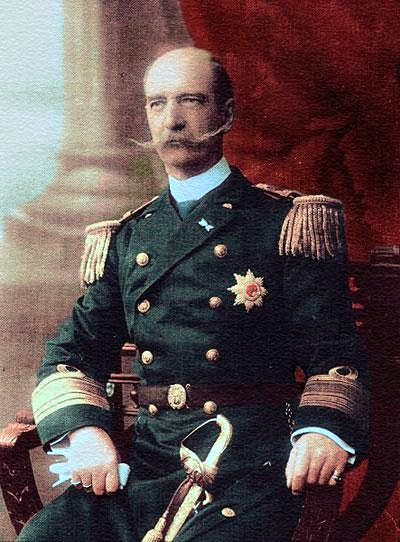
Георг I 1863-1913 Король Греции
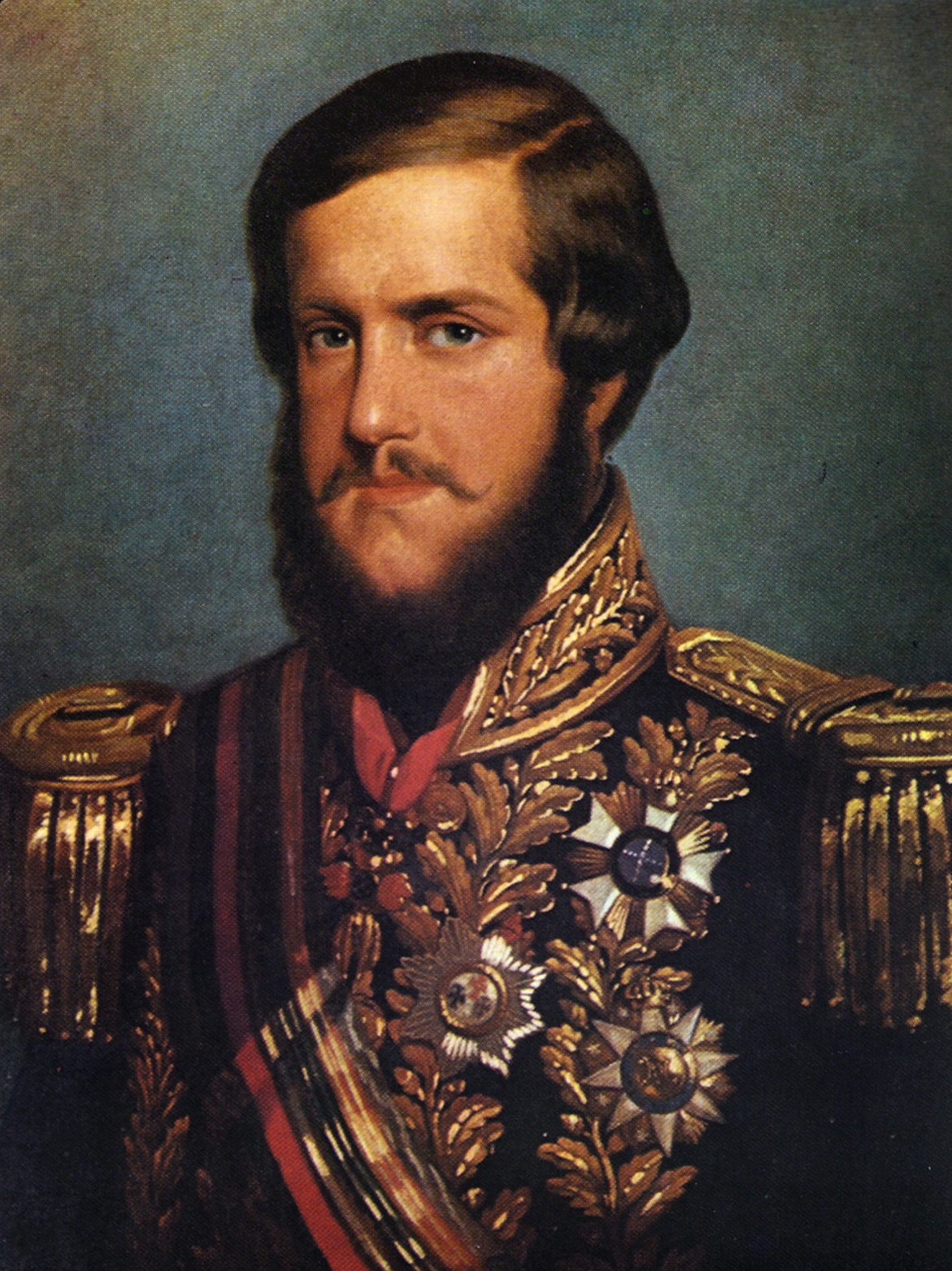
Педру II 1831-1889 Император Бразилии
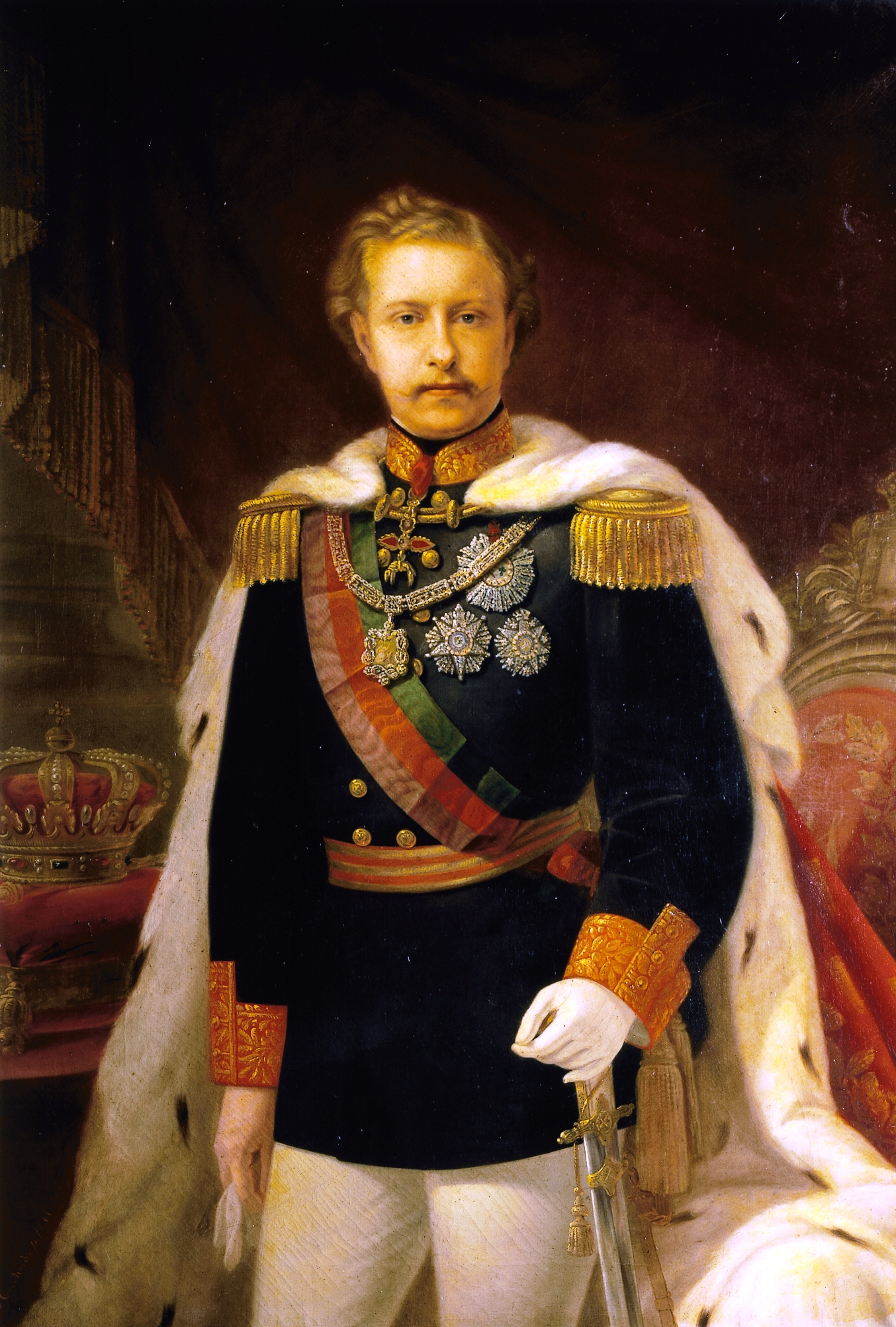
Луиш I 1861-1889 Король Португалии
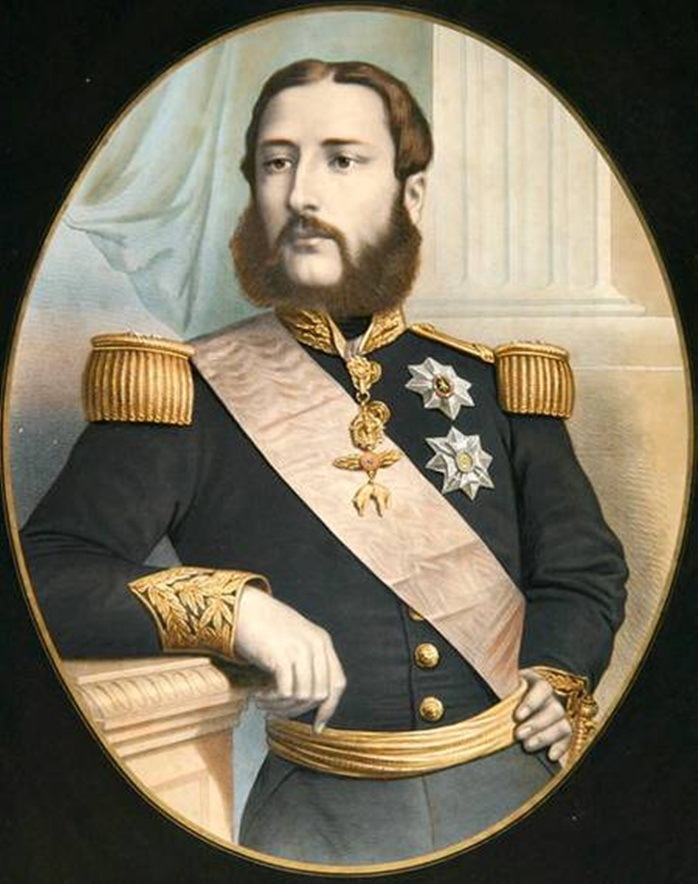
Леопольд II 1865-1909 Король Бельгии
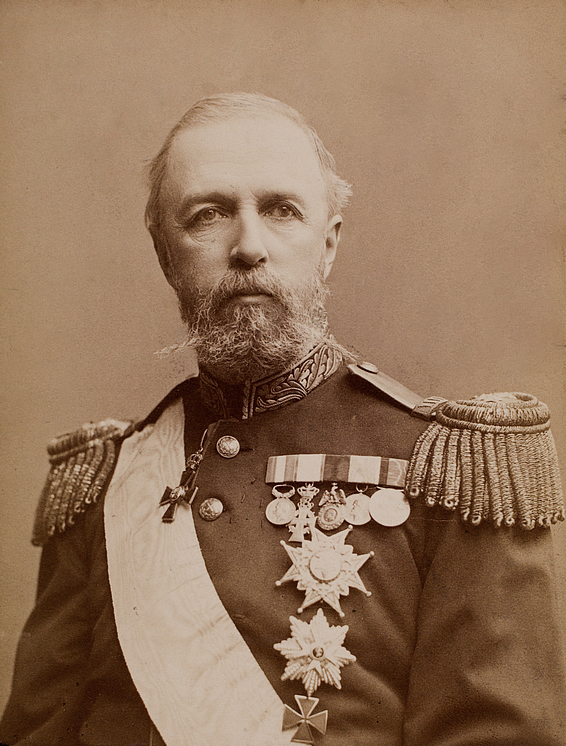
Оскар II 1872-1905 Король Швеции и Норвегии
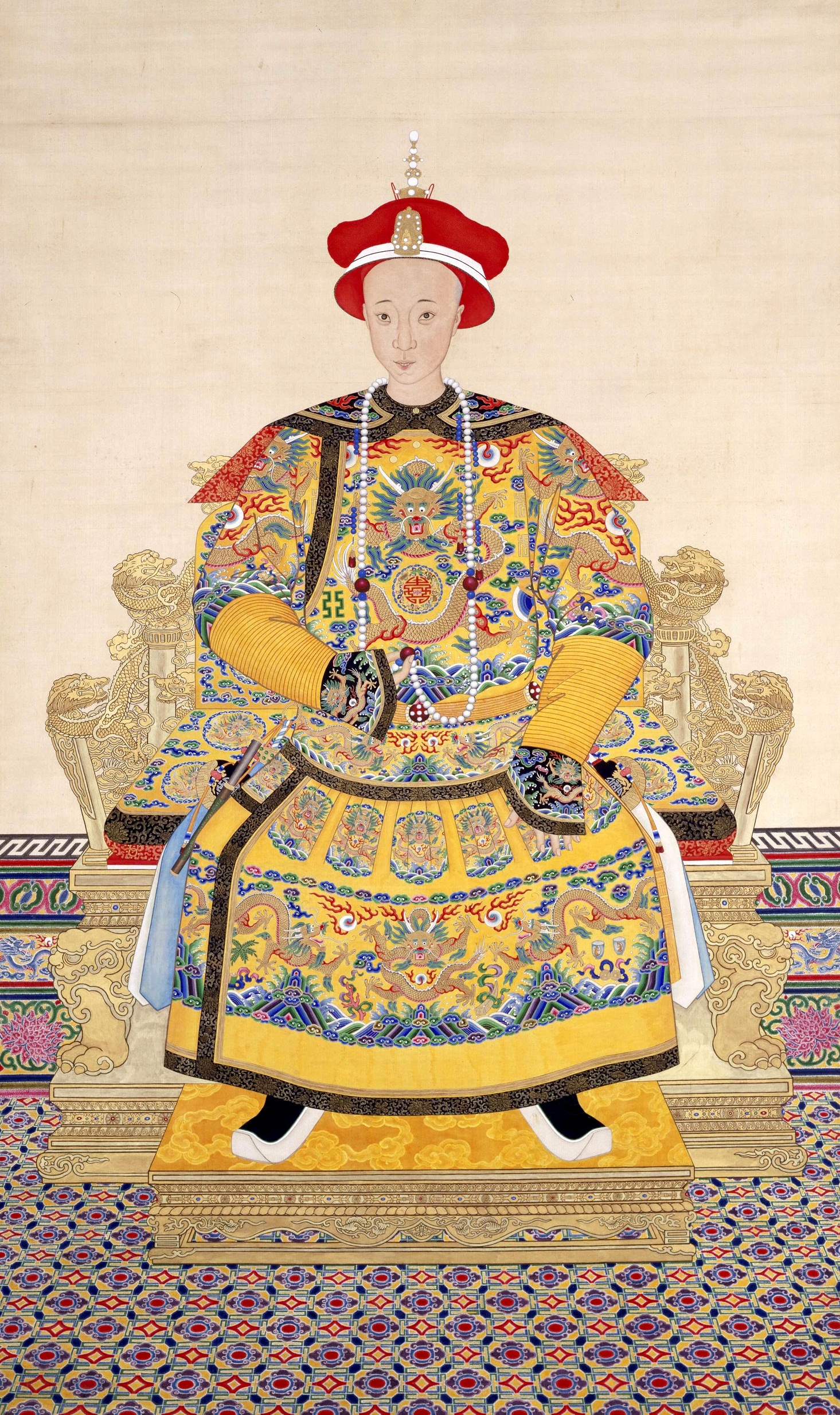
Тунчжи 1861-1875 Император Китая (Цин)
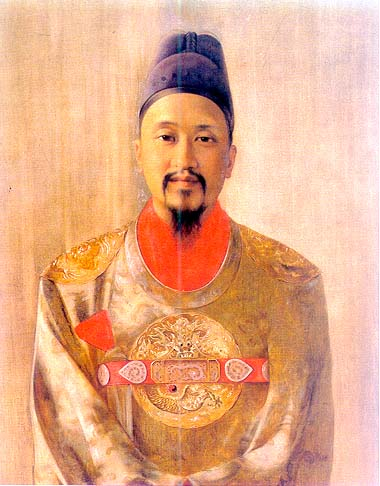
Коджон 1864-1897 Ван Чосона
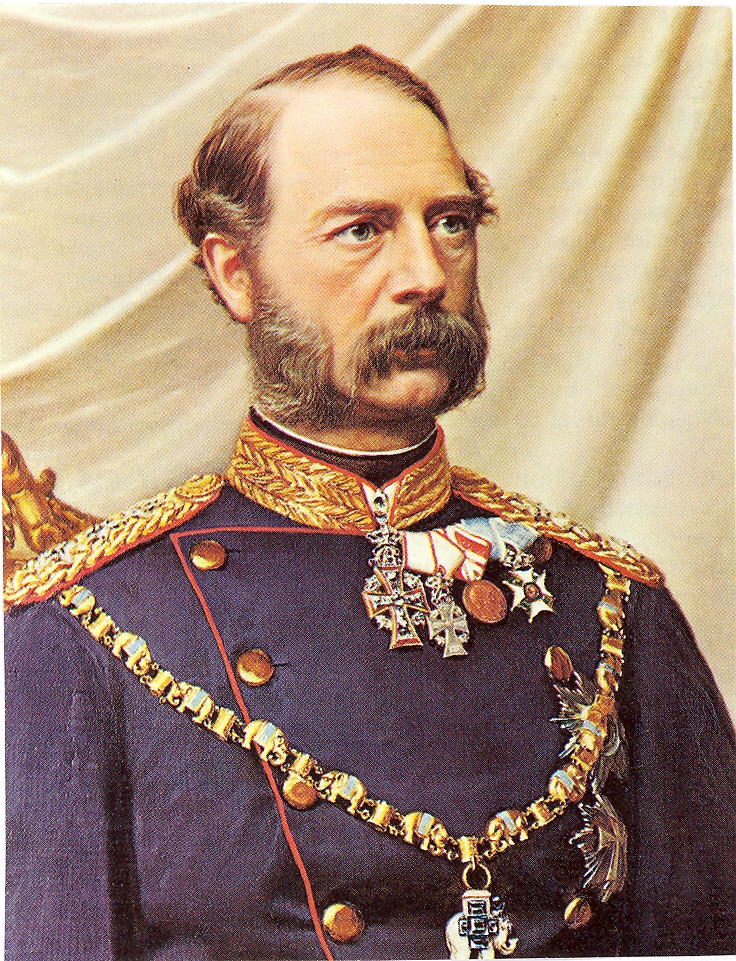
Кристиан IX 1863-1906 Король Дании
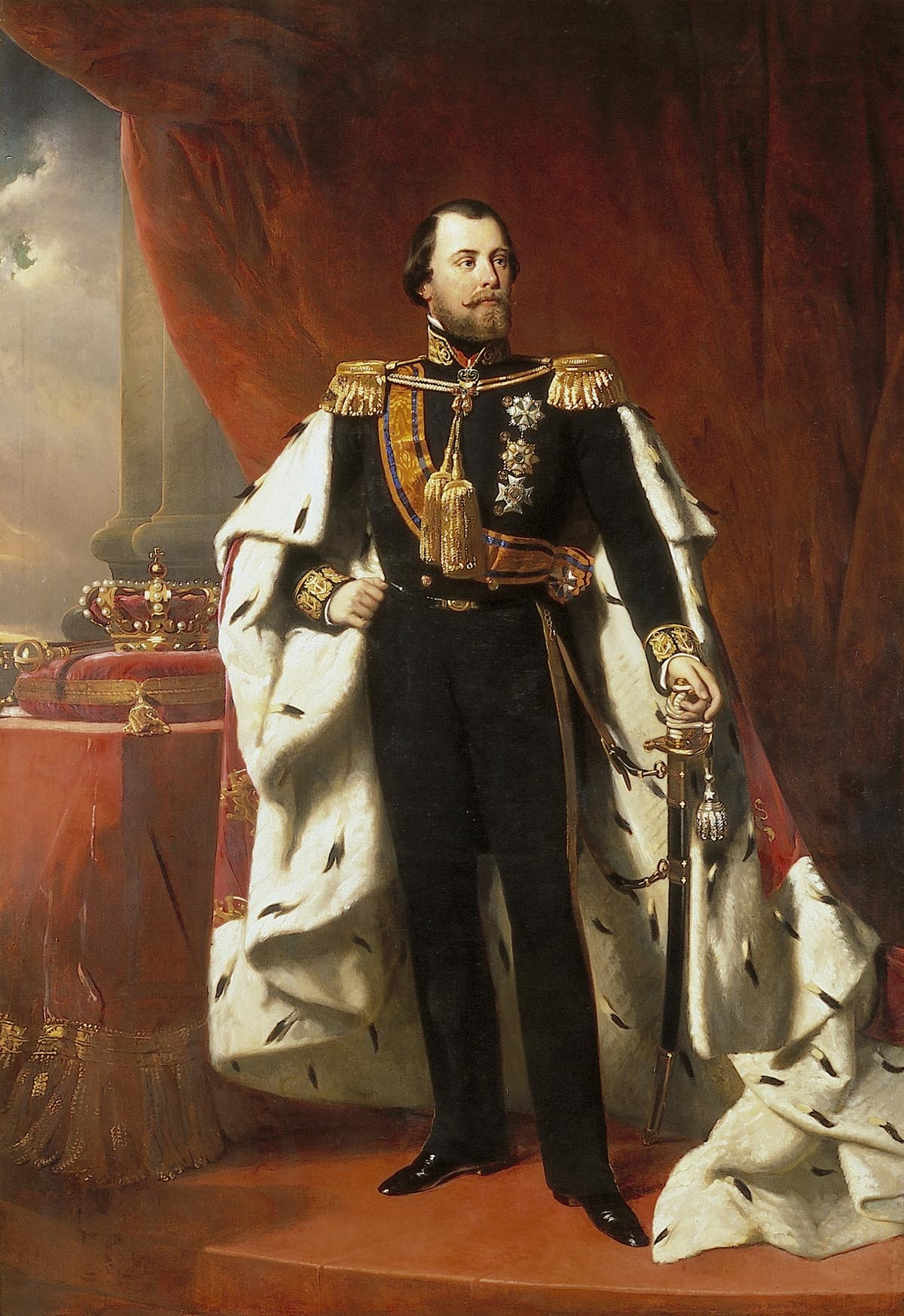
Виллем III 1849-1890 Король Нидерландов и великий герцог Люксембургский
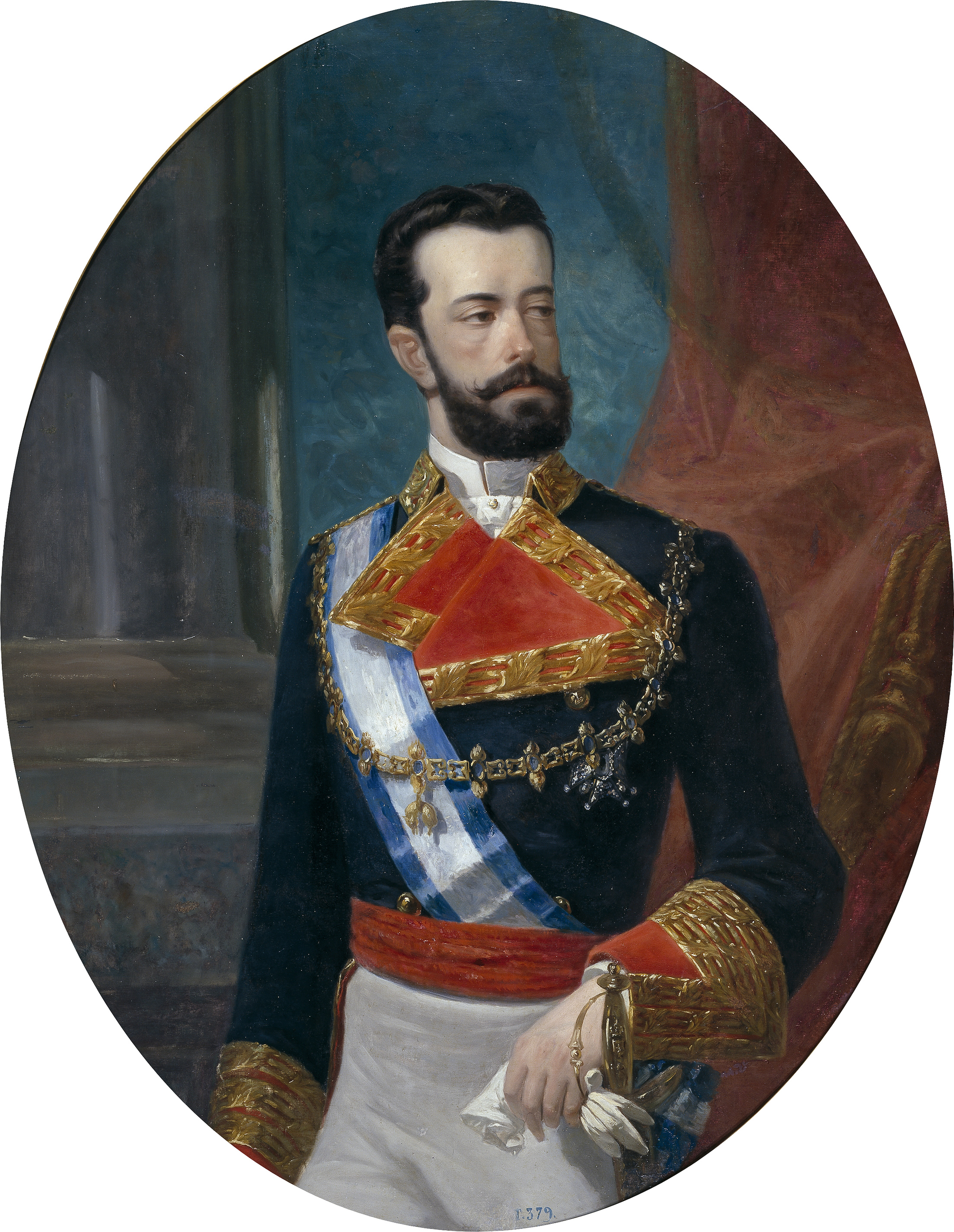
Амадей I 1870-1873 Король Испании
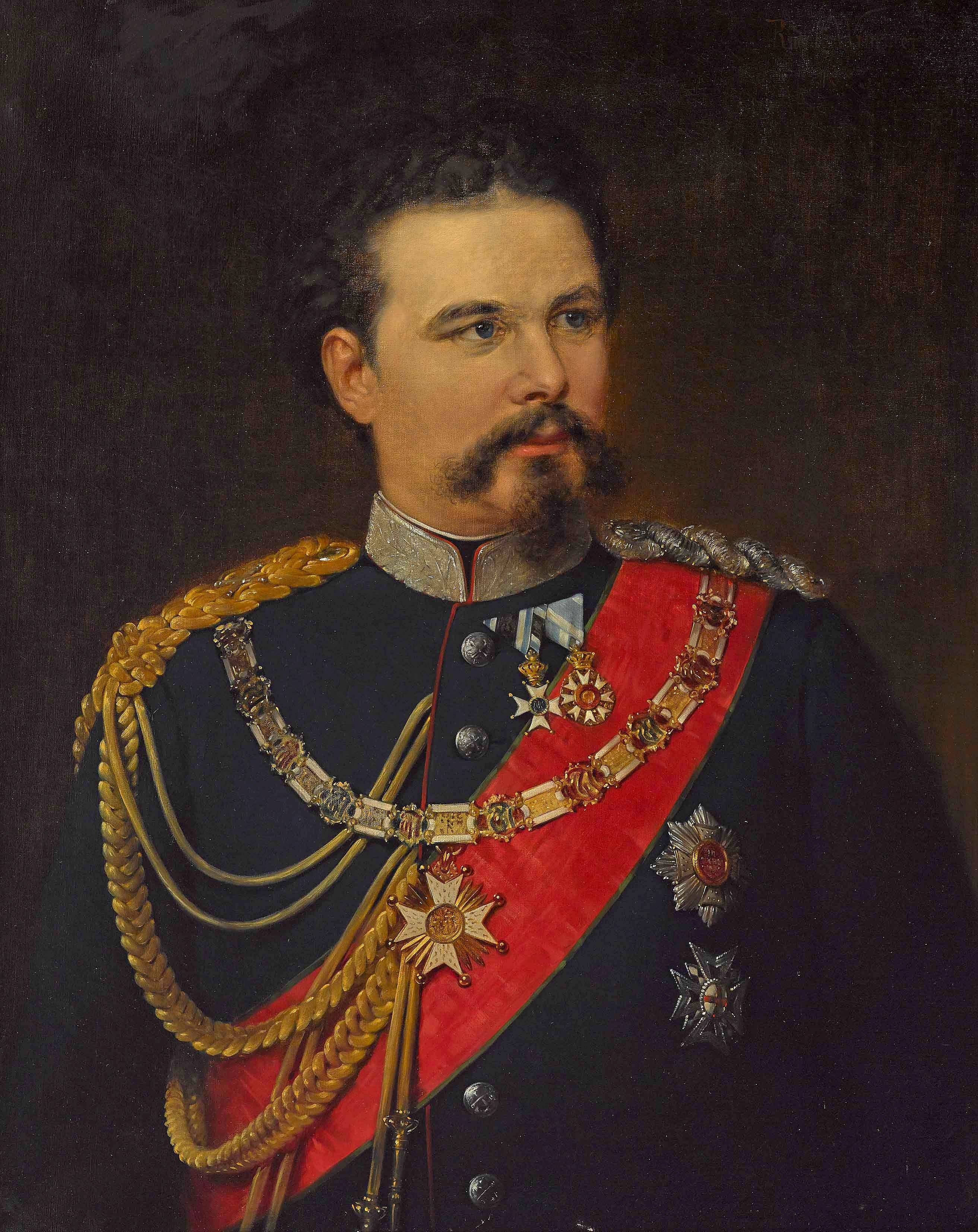
Людвиг II 1864-1886 Король Баварии
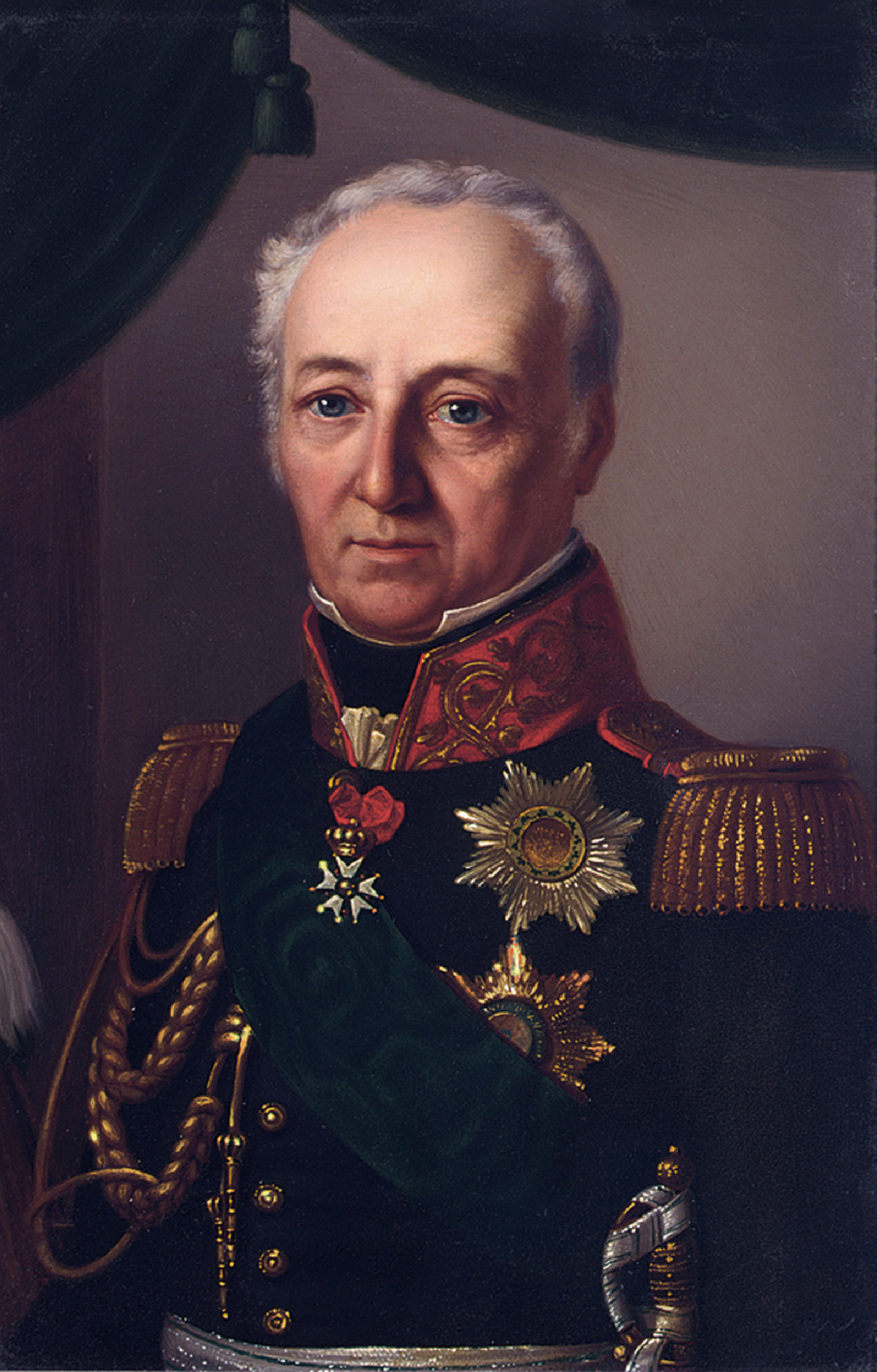
Иоганн 1854-1873 Король Саксонии
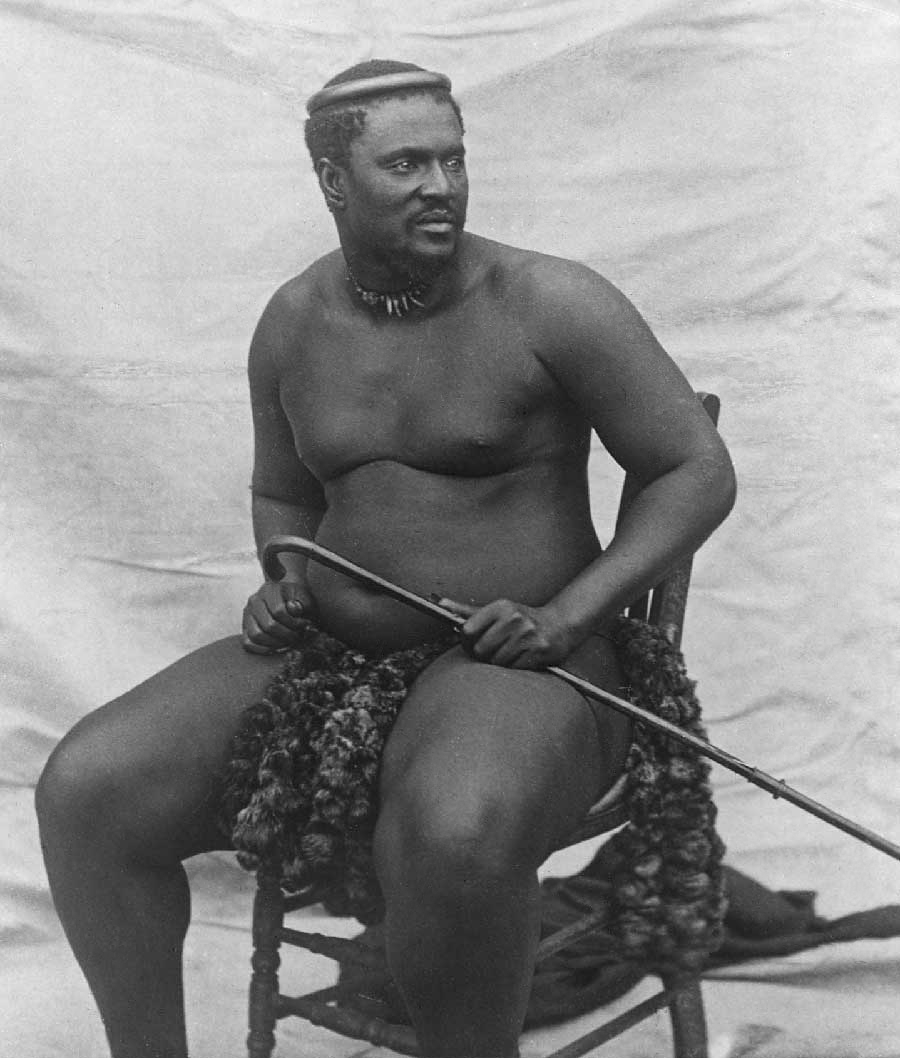
Кечвайо 1872-1879 Инкоси зулу
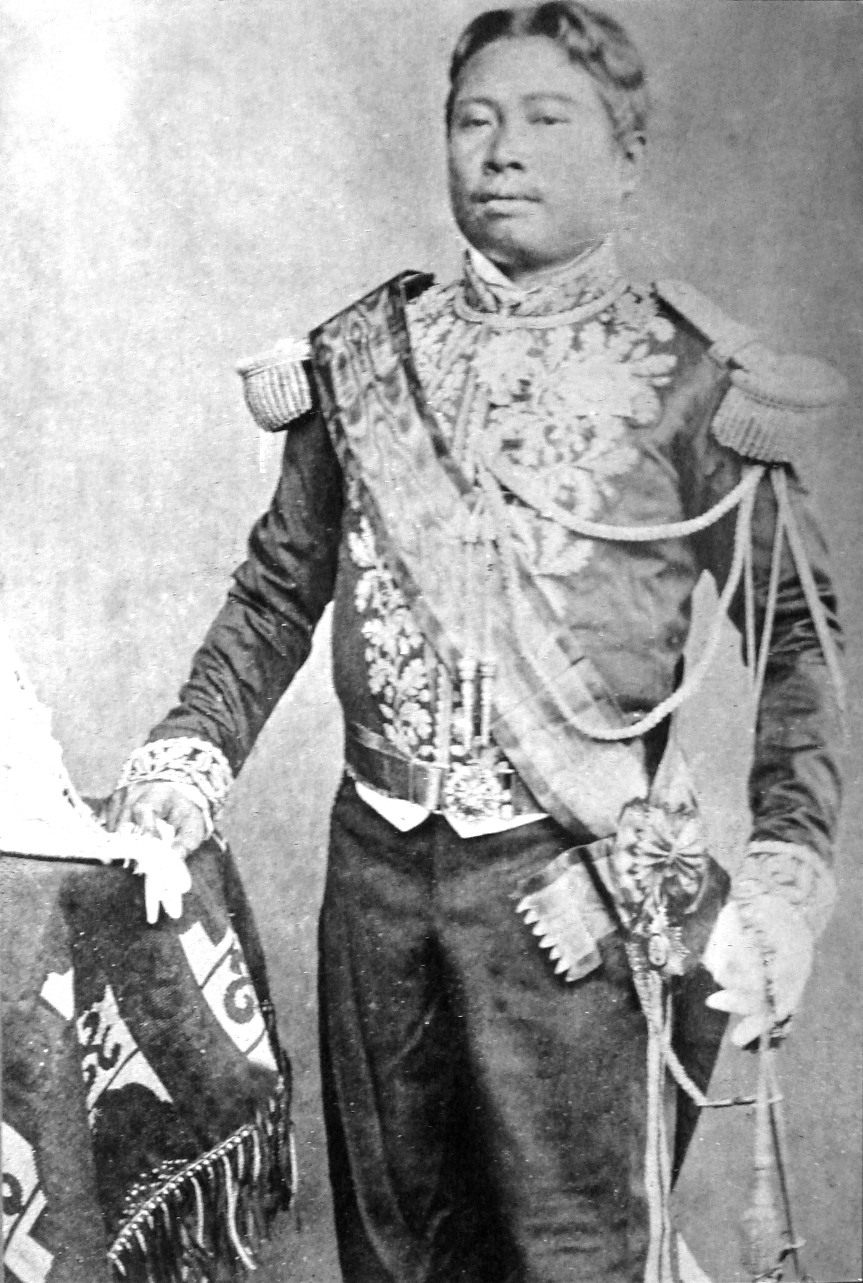
Нородом I 1860-1904 Король Камбоджи
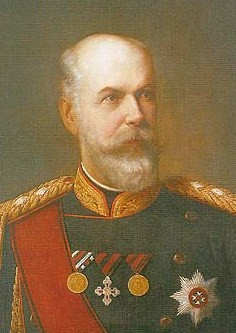
Карл I 1864-1891 Король Вюртемберга
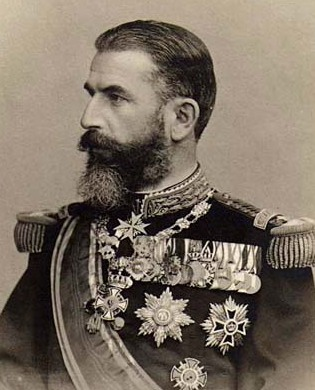
Кароль I 1866-1881 Господарь Молдовы и Валахии
Милан Обренович 1868-1882 Князь Сербии
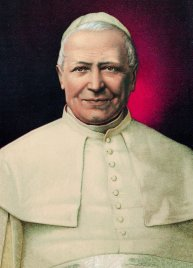
Пий IX 1846-1878 Папа Римский